# Strömbäck
Strömbäck is een plaats in de gemeente Umeå in het landschap Västerbotten en de provincie Västerbottens län in Zweden. De plaats heeft 151 inwoners (2005) en een oppervlakte van 18 hectare. Er is een volkshogeschool in de plaats gevestigd.